# Hans Lassen (politiker)
Hans Lassen, född 1831, död 1896, var en sönderjysk politiker.
Lassen var en duglig lantman med praktiskt verklighetssinne, och blev 1864 ledare för Als danska befolkning och var 1875-96 medlem av preussiska lantdagen, 1881-84 även tyska riksdagen. Efter Hans Krügers död 1881 avlade han ed på den preussiska författningen och möjliggjorde därigenom ett aktivt lantdagsarbete i Nordslesvigs intressen. Denna nya, till en början bland danskarna starkt angripna realpolitik, fortsattes senare av H.P. Hanssen. Stora bedrägerier, som Lassen begått mot en sparbank, försvagade för lång tid danskheten på Als.